# Stade Ange Casanova
Das Stade Ange Casanova ist ein Fußballstadion im Stadtviertel Mezzavia der französischen Stadt Ajaccio auf der Insel Korsika. Die Anlage ist die Heimspielstätte des Fußballvereins Gazélec FC Ajaccio (kurz: Gazélec oder GFCO).

## Geschichte
Ds wurde 1961 unter dem Namen Stade Mezzavia eingeweiht und bietet heute 4177 Plätze. Vor 1961 spielte der Verein im Stade Miniconi. Am 16. Juli 1994 bekam es seinen derzeitigen Namen nach dem Gründungspräsident André Ange Casanova. Der Besucherrekord wurde im Sechzehntelfinale des französischen Fußballpokals 1989/90 aufgestellt. Zum Spiel Gazélec FC Ajaccio gegen Olympique Marseille (1:3) kamen 10.500 Zuschauer ins Ange-Casanova.
2012 stieg Gazélec in die zweitklassige Ligue 2 auf. Daraufhin musste das Stadion den Anforderungen der Liga mit einer Renovierung angepasst werden. Im Sommer 2015 erweiterte der Club, mittlerweile in der Ligue 1, seine Heimspielstätte. Die Stahlgerüsttribüne an der Côté route wurde durch einen Neubau mit 1800 Sitzplätzen ersetzt. Im August des Jahres wurde das Stadion zur Nutzung zugelassen.